# Villa Griselli
Villa Griselli es una histórica residencia de la ciudad piamontesa de Caluso en Italia, destacada por su estilo arquitectónico art nouveau.

## Historia
La residencia fue construida en 1926 por el doctor Ercole Griselli, quien aunque fuera originario de Caluso hasta entonces había vivido en Argentina para dedicarse al tratamiento de la difteria.

## Descripción
El edificio, caracterizado por uno estilo art nouveau con connotaciones noreuropeas, constituye una excepción nel panorama arquitectónico del Canavese. Su architectura, relacionada con las experimentaciones de los arquitectos Ernesto Basile y Giuseppe Sommaruga y non defectuosa de referencias a las obras de Henry van de Velde y de la Escuela de Nancy, también podría ser inspirada de las arquitecturas de Buenos Aires, capital del modernismo sudamericano, conocida por el comitente durante su permanencia en Argentina.
Las fachadas, marcadas por una pronunciada asimetría volumétrica, presentan una equilibrada mezcla de materiales que consigue dar una forte cohesión estilística al edificio. El elemento característico de la residencia es su torreta cubierta por una esbelta cúpula cónica.

## Enlaces externons
- Esta obra contiene una traducción  derivada de «Villa Griselli» de Wikipedia en italiano, publicada por sus editores bajo la Licencia de documentación libre de GNU y la Licencia Creative Commons Atribución-CompartirIgual 4.0 Internacional.
- Wikimedia Commons alberga una categoría multimedia sobre Villa Griselli.

- Datos: Q98843217
- Multimedia: Villa Griselli / Q98843217